# Robert Kardashian
Robert George Kardashian (* 22. Februar 1944 in Los Angeles, Kalifornien; † 30. September 2003 ebenda) war ein US-amerikanischer Anwalt und Unternehmer. 

## Leben
Die Kardashians waren armenische spirituelle Christen, die ursprünglich aus der Oblast Kars stammten und unter dem Nachnamen Kardaschoff bekannt waren, einer russisierten Form des armenischen Nachnamens Kardashian, da das Gebiet, obwohl es heute Teil der Türkei ist, damals Teil des Russischen Reiches war. In den Vereinigten Staaten änderte Tatos Kardashian seinen Namen in Thomas, begann eine Karriere bei der Müllabfuhr, gründete sein eigenes Unternehmen und heiratete Hamas Shakarian, die ebenfalls armenischer Abstammung war. Sein Sohn war Arthur Kardashian. Robert Kardashian war eines von drei Kindern von Arthur Kardashian (1917–2012) und Helen Jean Arakelian Kardashian (1917–2008), beide armenischstämmige Amerikaner. Er hatte eine Schwester, Barbara Kardashian Freeman, und einen Bruder, Thomas „Tom“ Kardashian.
Er wuchs im wohlhabenden Viertel View Park im Los Angeles County auf, wo die Familie in der Valley Ridge Avenue 4908 lebte. Kardashian besuchte die Susan Miller Dorsey High School. Er studierte nach seinem Schulabschluss zunächst Betriebswirtschaft an der University of Southern California. Sein Studium beendete er 1966 mit einem Bachelor-Abschluss. Danach studierte er Rechtswissenschaften an der University of San Diego und arbeitete nach seinem Abschluss J.D. im Jahr 1969 als Rechtsanwalt.
Weltweit bekannt wurde Kardashian im Jahr 1995 als einer der Verteidiger im Strafprozess gegen O. J. Simpson.
Gemeinsam mit seiner Ehefrau Kris, mit der er von 1978 bis 1991 verheiratet war, bekam er die Kinder Kourtney, Kim, Khloé und Rob Jr.
Seine Ex-Ehefrau und deren Kinder treten seit 2007 regelmäßig in verschiedenen Reality-TV-Formaten wie Keeping Up with the Kardashians im US-amerikanischen Fernsehen auf.
Robert Kardashian starb am 30. September 2003 im Alter von 59 Jahren an Speiseröhrenkrebs. Seine Grabstätte befindet sich auf dem Inglewood Park Cemetery.
In der zehn Folgen umfassenden 1. Staffel The People v. O. J. Simpson der Fernsehserie American Crime Story, die 2016 ausgestrahlt wurde, wurde er von David Schwimmer dargestellt.